# Finiano de Clonard
Finiano de Clonard (em irlandês:  Finian, Fionán, Fionnán; em latim: Finianus, Finanus) foi um dos primeiros monges irlandeses, fundador e primeiro abade da Abadia de Clonard, possivelmente bispo da mesma diocese, e mestre dos Doze Apóstolos da Irlanda. Ao lado de Santo Enda de Aran, é considerado um dos pais do monasticismo na Irlanda.
Finiano nasceu em uma família nobre de Leinster, sendo batizado por Santo Abão de Magheranoidhe. Desde cedo foi posto sob a tutoria de São Fortchern, bispo de Trim, que o instruiu até os trinta anos de idade, quando o jovem asceta rumou para a Europa continental e então Gales, onde foi instruído por São Davi de Gales em Llancarfan. Após este longo período de aprendizado, retornou para a Irlanda, pregando em Wexford, Wicklow e Kildare, onde teve contato com Santa Brígida, antes de finalmente se estabelecer em Clonard.
Iniciou em Clonard uma vida ascética e solitária, até que em 520 fundou oficialmente sua abadia e escola, atraindo milhares de discípulos de todas as classes e procedências, sendo reconhecido por sua rigidez e seus dons pedagógicos. Educou no monasticismo e enviou diversos de seus pupilos a terras distantes como missionários, dentre os quais os chamados Doze Apóstolos da Irlanda. Faleceu provavelmente em 12 de dezembro de 563, pela peste, e suas relíquias foram preservadas em sua própria abadia, até serem destruídas no século IX.
Finiano de Clonard é considerado santo tanto pela Igreja Católica Romana quanto pela Igreja Ortodoxa, sendo comemorado no dia 12 de dezembro. Pelos frutos de seus ensinos, é alcunhado "Mestre dos Santos da Irlanda de Seu Tempo". Também é chamado em seu ofício litúrgico de "Bispo e Confessor", mas a maioria das fontes o lista como mero abade e presbítero.

## Nome
O nome próprio Finiano (em irlandês antigo:  Fionnán) é um diminutivo do adjetivo finn (em irlandês antigo: fionn), que por sua vez significa "branco" ou "de cabelo claro". Santo Adomnano utiliza os nomes irlandeses Findbarr e Finnio (um apelido comum correspondente seu nome) para denotar Finiano, assim como o latino Vinniavus. Em outras fontes, Finiano de Clonard também é frequentemente chamado Finian, assim como, menos frequentemente, Fionán, Fionnán, Findian, Finbar, e Finnén em irlandês e inglês, e, em fontes latinas, Vennianus e Vinniaus.

## Biografia
Finiano nasceu em uma família nobre de Leinster, supostamente em algum lugar próximo da atual cidade de New Ross, ou talvez em Myshall. Segundo o Livro de Leinster, seu pai seria Findlog, parte dos Clanna Rudraige e portanto descendente de Conall Cernach. Segundo o Livro Pintado, contudo, seria filho de Finntan, descendente de Celtchar, genealogia aceita pelo Martirológio de Donegal, do século XVII, que ainda o assinala como descendente de Milésio da Espanha. Ainda segundo o Livro de Leinster, foi irmão de Rignach, por sua vez mãe de outros monásticos, como My-Colmóc de Clonard, Garbán de Cell Garbáin e Finntan de Fochaillech.
Foi batizado por Santo Abão de Magheranoidhe e, ainda em sua juventude, posto sob a tutoria de São Fortchern, bispo de Trim, sendo instruído no saltério, hinos e ofícios litúrgicos. Sua vita, do século X, relata que nasceu e foi instruído em Idrone, no Condado de Carlow, onde, ainda sob Fortchern, fundou seus primeiros mosteiros, em Drumphea, Rossacurra e Kilmadrush. Ainda segundo sua vita, após atingir os trinta anos de idade, Finiano rumou para Tours, onde ficou na austera Abadia de Marmoutier, sendo instruído na vida ascética, antes de, pelas recomendações do próprio São Fortchern, rumar para Gales. Seu ofício litúrgico ainda cita uma peregrinação a Roma antes de ir para Gales, mas sua vita, em contraste, cita a peregrinação para Roma como um sonho não realizado.
De volta à Grã-Bretanha, estabeleceu-se no Mosteiro de São Cadoc o Sábio, em Llancarfan, onde ficou sob a autoridade de São Davi de Gales, tendo contato com diversos outros religiosos de grande notoriedade da época, como os Santos Cadoc e Gildas. Passou por um longo período de aprendizado na região, registrado pelo Código de Salamanca como de trinta anos (ainda que a historiadora Elizabeth Hickey ressalve que parece um tempo exagerado pela prolificidade do santo após retornar de Gales), no qual foi um prolífico copista e ergueu três igrejas, tornando-se fluente na língua britônica e sendo estabelecido como um negociador com invasores saxões. Após este estendido hiato fora de sua terra local, Finiano retornou à Irlanda, onde pregou de cidade em cidade, sendo recebido com honrarias em Wexford por Muiredach, príncipe de Leinster, cujo pai permitiu a Finiano que construísse uma igreja onde quisesse, escolhendo este, pois, Achad Aball, hoje Aghowle, vilarejo no Condado de Wicklow. Logo em seguida, contudo, deixou Aghowle para fundar uma igreja em Dunmanogue, no Condado de Kildare, e uma comunidade monástica em Skellig Michael, que parece ter existido até o século XIII.
Após este novo período de jornadas, o asceta foi para o Mosteiro de Kildare, em que Santa Brígida da Irlanda ainda era abadessa, e lá permaneceu por alguns anos, até que, segundo os relatos tradicionais guiado por um anjo, deixou Kildare e finalmente rumou para Clonard, recebendo antes de sua viagem um anel de ouro de Brígida, que mais tarde vendeu para comprar a liberdade de um escravo. Primeiramente, construiu com suas próprias mãos uma pequena igreja e uma cela de argila e vime perto do Rio Boyne, onde praticou a ascese, dormindo todos os dias no chão, até que no ano de 520 fundou oficialmente sua abadia e escola. Acredita-se que neste ano foi também consagrado Bispo de Clonard, o que é citado em seu ofício litúrgico, mas os Anais dos Quatro Mestres e diversos martirológios irlandeses listam-no como mero abade e presbítero.

### Abadia de Clonard

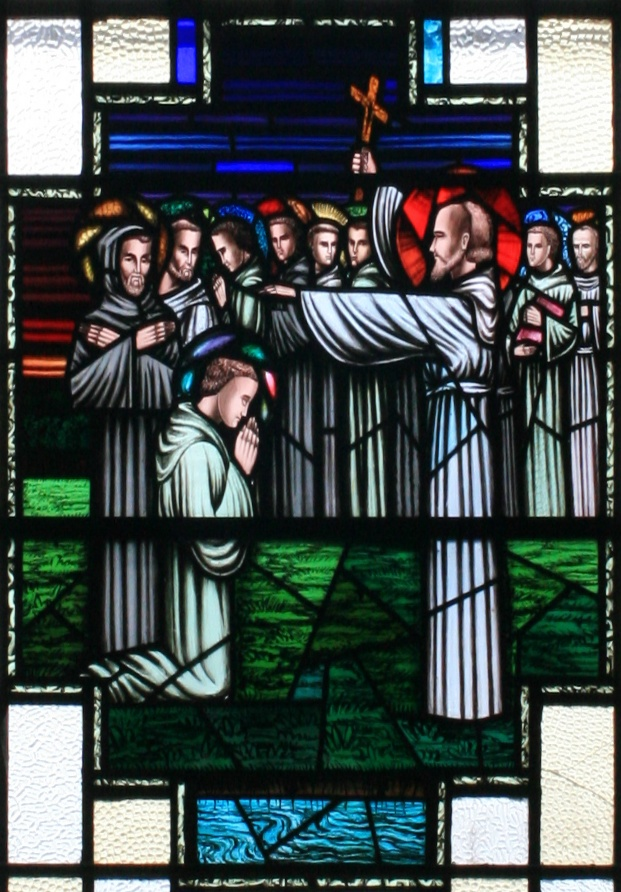
Vitral de São Finiano de Clonard abençoando os Doze Apóstolos da Irlanda.

São Finiano, enquanto primeiro abade de Clonard, organizou a vida monástica no local tomando como modelo as práticas galesas, incluindo estudo compulsório das Sagradas Escrituras e dos Pais da Igreja. Seu modelo profundamente ascético e intolerante à autoindulgência, voltado ao trabalho comunitário, assim como seus dons pedagógicos e conhecimento das Escrituras, foram percebidos por toda a Irlanda, atraindo toda sorte de estudiosos, leigos e clérigos. O próprio abade vivia de forma extremamente austera, dormindo sobre pedras, vestindo um cíngulo de aço que feria sua carne constantemente e alimentando-se basicamente de pão e ervas, permitindo-se cerveja e soro de leite em ocasiões festivas. O Penitenciário de Finiano prescreve penitências visando corrigir tendências pecaminosas em paralelo ao cultivo da virtude contrária. O documento mostra extenso conhecimento, e adota o ensino de São João Cassiano (por sua vez adotado de Evágrio do Ponto) da vitória sobre as oito paixões malignas: gula, fornicação, ganância, melancolia, ira, acídia, orgulho e vanglória.
A abadia teve um grande número de alunos, estimados em três mil no ofício de laudes de São Finiano, muitos dos quais foram enviados como missionários para terras distantes, os mais destacados destes adquirindo posteriormente posições eclesiásticas prestigiosas e especial veneração após suas mortes, recebendo a alcunha de Doze Apóstolos da Irlanda. Os pupilos de Finiano que fundaram outros mosteiros são frequentemente descritos como carregando livros, sugerindo o estabelecimento precoce de uma tradição copista em sua comunidade. Por seu prolífico trabalho na educação de monges, Finiano é considerado, ao lado de Santo Enda de Aran, um dos pais do monasticismo na Irlanda.
O asceta, contudo, não permitia que seus trabalhos interferissem em seus deveres com os necessitados, constantemente cuidando dos doentes. Santo Adomnano conta que em certa ocasião um bardo chamado Germano teria apresentado a Finiano um poema elevando suas virtudes, pedindo em troca apenas a fertilidade de suas terras, esta sendo miraculosamente concedida através da enunciação do mesmo poema sobre as águas com as quais irrigasse suas plantações. Pode-se estabelecer um paralelo entre este relato e aquele de São Beda na História Eclesiástica do Povo Inglês, de que manuscritos irlandeses seriam imersos em água subsequentemente utilizada como antídoto contra cobras na Grã-Bretanha.
Outra narrativa tradicional descreve como três irmãos saqueavam constantemente as igrejas de Connacht, até que, chegando a Clothar, buscaram matar o airchinneach local, seu avô, que, mesmo suspeitando das más intenções de seus netos, deu-lhes abrigo. O mais velho dos irmãos, Lochan, teria sonhado com o Paraíso e o Inferno na mesma noite, acordando com remorso e alertando a seus outros irmãos, que juntos teriam consultado seu avô para descobrir como conseguir perdão por seus atos, ao que foram aconselhados a submeterem-se à autoridade espiritual de Finiano em Clonard. Ao chegarem, os locais teriam fugido, enquanto o próprio Finiano os receberia bondosamente, alertando aos locais que respeitassem os penitentes. Após, teriam rumado de igreja a igreja, consertando todas que haviam danificado, a última delas sendo a Igreja de São Coman mac Faelchon em Kinvara, no atual Condado de Galway, onde teriam sido aconselhados a construir uma canoa e partir em viagem ao Oceano Atlântico.

### Morte
Ao fim de sua vida, Finiano foi contagiado com a peste, e retirou-se de Clonard para evitar a infecção de terceiros, estabelecendo-se em Ross Findchuill, onde passava os dias cantando o Salmo 131, tendo como um de seus últimos atos a recepção do viático através de seu discípulo, São Columba de Iona, após o qual morreu, sendo enterrado na Abadia de Clonard. Sua vita do século X atribui uma idade de 140 anos ao santo no momento de sua morte, enquanto sua biógrafa moderna Elizabeth Hickey estima algo entre os 60 e 65. O Livro de Leinster, por sua vez, atribui uma idade de 180 anos, ao que o celtólogo Whitley Stokes comenta que a extrema longevidade é um tema comum na hagiografia celta, comparando-o à de heróis pagãos como Estarcatero, por vezes sendo atribuível à confusão entre santos homônimos.
A data tradicional de sua morte é 12 de dezembro, mas há controvérsia entre as fontes tradicionais quanto ao ano, variando entre 548 (registrada pelos Anais dos Quatro Mestres), 552 (data adotada por James Ussher) e 563. Segundo os historiadores do século XVIII James MacGeoghegan e James Ware, a data tardia de 563 é mais provável, visto que teria aplicado uma penitência a Columba de Iona pela participação deste na Batalha de Cúil Dreimne, que os Anais de Ulster registram ter ocorrido em 561.

## Veneração

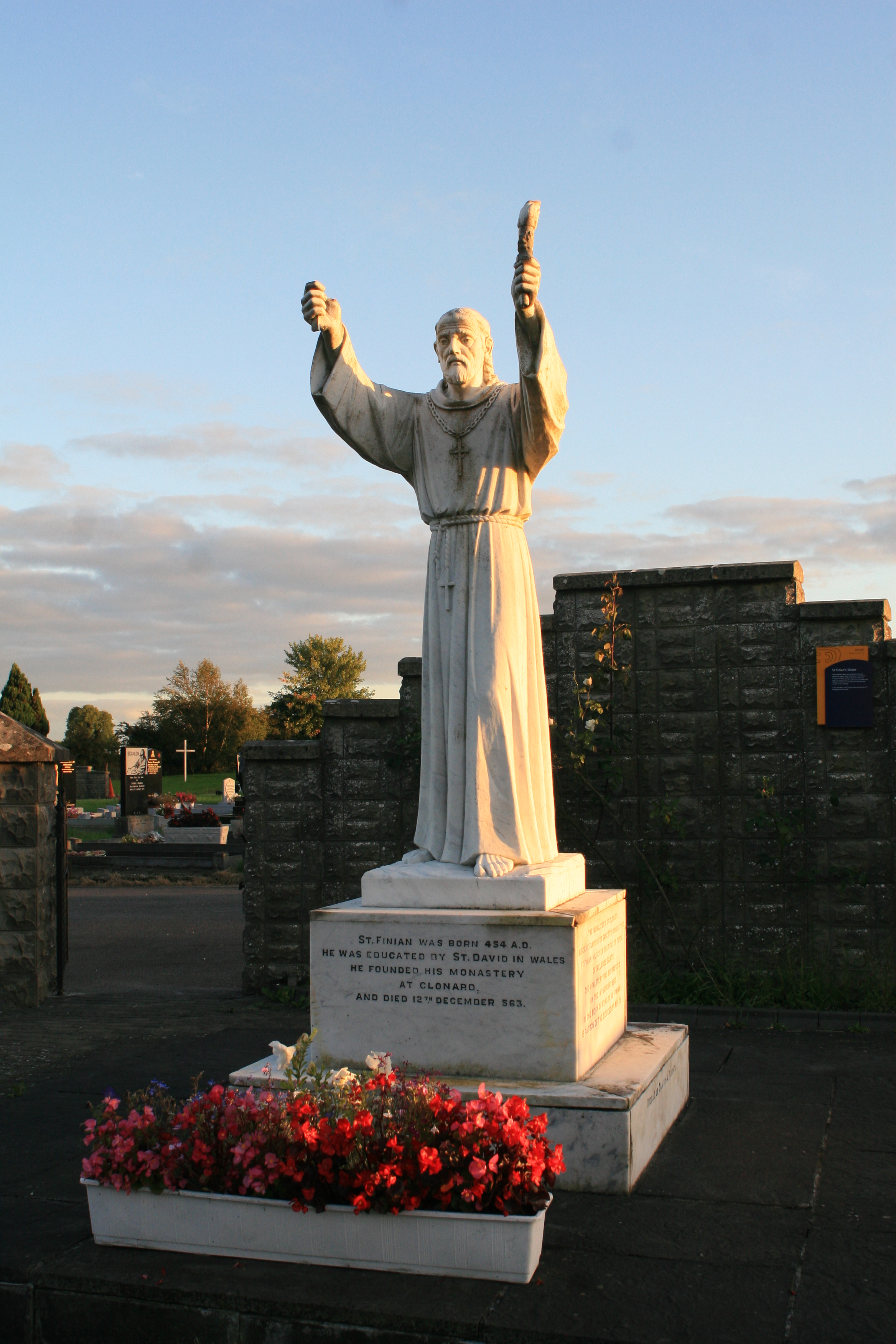
Estátua de São Finiano, em Clonard

As relíquias de Finiano foram mantidas na abadia que presidiu em vida até o fim do século VIII, quando foram destruídas por viquingues que pilharam o mosteiro. Em 1206, a sede da Diocese de Meath foi movida de Clonard para Trim, finalmente eclipsando o antigo centro religioso. Sua festa litúrgica se estabeleceu em 12 de dezembro, data tradicional de sua morte, atestada em fontes irlandesas como o Martirológio de Donegal, que o compara a São Paulo de Tarso em sua missão, e, ainda entre os martirológios, pela primeira vez em um manuscrito espanhol do século IX. São Finiano é padroeiro de Meath e sua diocese. Outras datas, como 11 de fevereiro, 3 de janeiro e 26 de março, também são mencionadas para sua comemoração em fontes eclesiásticas.
Há um ofício litúrgico no rito romano dedicado a São Finiano, cuja versão hoje conhecida foi publicada por John Colgan em seu Acta Sanctorum Hiberniae, de 1645, contudo não indicado para ser celebrado no tradicional dia 12 de dezembro, mas sim em 23 de fevereiro. Os textos comparam-no a Zebedeu enquanto motivador de multidões de homens seguindo a Cristo, reafirmam suas origens nobres e citam um milagre em sua concepção, no qual fogo milagroso teria se mostrado, o que seu pai teria interpretado como um presságio para a vida missionária de seu futuro filho.
Finiano de Clonard também foi glorificado pela Igreja Ortodoxa, figurando no calendário da Igreja Ortodoxa Russa e em sinaxários gregos.